# Херсонские губернские ведомости
«Херсо́нские губе́рнские ве́домости» — официальная газета, которая выходила в Херсоне (Российская империя) в 1838—1919, с 1838 по 1865 еженедельно, с 1865 по 1904 — 2 раза в неделю, с 1904 по 1919 — 3 раза в неделю. Энциклопедия Брокгауза и Ефрона ошибочно называла местом издания газеты город Одесса. Это первая газета, появившаяся в Херсоне. Газета издавалась на русском языке, формат — А-2.
«Херсонские губернские ведомости» состояли из официального отдела — распоряжений и приказов местных властей — и неофициального, освящающего материалы по истории, экономике, статистике, географии, этнографии губернии, отдельных её частей и городов. Газета печатались в типографии губернского правления.